# Ian Hunter (zanger)
Ian Hunter, artiestennaam van Ian Hunter Patterson (Oswestry, 3 juni 1939) is een Engelse zanger, voornamelijk bekend van de Britse band Mott the Hoople. Hij leidde deze band vanaf de oprichting in 1969 tot 1974. Sindsdien is hij als solo-artiest actief, hij werd regelmatig bijgestaan door Motts gitarist Mick Ronson die in 1993 overleed.

## Biografie

### Voor Mott the Hoople
Hunter begon zijn muziekcarrière in 1958 toen hij een talentenjacht won, samen met twee leden van de band The Apex Group, en Hunter sloot zich enige tijd bij deze band aan. In 1963 richtte hij zelf een band, Hurricane Henry and the Shriekers, op. Hoewel de band enige internationale bekendheid genoot, besloot Hunter in 1966 het geluk in Londen te zoeken. Hij sloot zich aan bij de band The Scenery. Een jaar later kwam Hunter voor het eerst in contact met Mick Ronson.

### Tijdens Mott the Hoople
In 1969 sloot Hunter zich aan bij de in 1968 opgerichte band Mott the Hoople. De band probeerde enkele jaren lang succesvol te worden, maar de (commerciële) doorbraak bleef uit. Wel had de band een selecte groep fans, waaronder David Bowie en leden van de later opgerichte punkband The Clash. Toen het succes uitbleef, kondigde de band in 1972 aan te stoppen.
David Bowie overtuigde de band door te gaan en bood het nummer Suffragette City aan. Hunter wees het aanbod af, waarop Bowie "All the Young Dudes" schreef. Dit nummer werd in de zomer van 1972 uitgebracht en is de grootste hit van de band.
In de jaren erna scoorde de band meerdere succesalbums en -singles. In 1974 toerde de band door Noord-Amerika met Queen in het voorprogramma. Ook in 1974 voegde Mick Ronson, toen de vaste gitarist van David Bowie, zich toe tot de band. Nog in hetzelfde jaar besloten zowel Hunter als Ronson de band te verlaten.

### Na Mott the Hoople
In maart 1975 bracht Hunter, bijgestaan door Ronson, zijn eerste album Ian Hunter uit en de hitsingle "Once Bitten Twice Shy". Het jaar erna werd All-American Alien Boy uitgebracht. Jaco Pastorius speelt basgitaar op alle nummers, en gitaar op "God (Take I)". Freddie Mercury, Brian May en Roger Taylor van Queen doen de achtergrondzang  op "You Nearly Did Me In". Het album You're Never Alone With A Schizophrenic uit 1979 was Hunters meest succesvolle. Op dit album werd hij bijgestaan door Ronson en meerdere leden van Bruce Springsteens E Street Band. Barry Manilows cover van Ships van dit album werd in Amerika een top 10-hit.
In 1980 werd de single "We gotta get out of here" een bescheiden succes in Nederland. Hunter song dit duet met Ellen Foley. In 4 weken Top 40 behaalde het een 30ste plaats.
Naast een vaste samenwerking met Mick Ronson, tot aan Ronsons dood in 1993, werkte Hunter onder andere samen met Queen, Mick Jones (The Clash), Clarence Clemons, Jaco Pastorius, Dennis Elliot (Foreigner), Todd Rundgren en Ringo Starrs "All Starr Band".
In april 2019 heeft Mott the Hoople voor het eerst na 45 jaar zowel in de Verenigde Staten (acht keer) als in het Verenigd Koninkrijk (zeven maal) opgetreden met bandleden uit 1974.
Op YouTube staan opnames van een aantal integrale concerten van deze tour uit april 2019 onder de noemer van "Mott the Hoople '74", met een onder andere een vitale bijna 80-jarige Ian Hunter, gitarist Ariel Bender en toetsenist Morgan Fisher, (o.a.in het Beacon Theatre NYC).
Op 31 mei 2019 startte Ian Hunter & the Rant Band een reeks optredens op vier achtereenvolgende avonden in de City Winery in New York ter viering van Hunters 80e verjaardag.
Op 30 september 2019 kondigde de officiële website van Hunter (ianhunter.com) de annulering van Hunter's Amerikaanse najaarstournee 2019 aan, waarin werd uitgelegd dat hij voorafgaand daaraan een ernstige vorm van tinnitus had ontwikkeld en door zijn artsen was geadviseerd om te stoppen met optreden totdat hij van deze aandoening zou zijn genezen. De website bracht vervolgens een persoonlijke verklaring van Hunter uit.

## Discografie
Zie Mott the Hoople voor een discografie van die band. Hieronder een overzicht van solo-uitgaven.
- Ian Hunter (1975)
- All-American Alien Boy (1976)
- Overnight Angels (1977)
- You're Never Alone With A Schizophrenic (1977)
- Welcome To The Club (1980)
- Short Back 'n' Sides (1981)
- All Of The Good Ones Are Taken (1983)
- Yui Orta (1989)
- BBC Live in Concert (1995)
- Ian Hunter's Dirty Laundry (1995)
- The Artful Dodger (1996)
- Missing In Action (2000)
- Once Bitten Twice Shy (2000)
- Rant (2001)
- Strings Attached (2004)
- Just Another Night (2004)
- The Truth, The Whole Truth, Nuthin' But The Truth (2005)
- Shrunken Heads (2007)
- Man Overboard (2009)
- When I'm President (2012)
- Fingers Crossed (2016)